# Jours tranquilles à Clichy (film, 1990)
Pour les articles homonymes, voir Jours tranquilles à Clichy (homonymie).
Pour plus de détails, voir Fiche technique et Distribution.
Jours tranquilles à Clichy est un film franco-italo-allemand réalisé par Claude Chabrol, sorti en 1990 d'après le roman éponyme d'Henry Miller publié en 1956 : Jours tranquilles à Clichy.

## Synopsis
Dans les années 1930 à Paris, l'écrivain américain Joey, double d'Henry Miller,  rencontre Carl, double d'Alfred Perlès, un photographe menant une vie de bohème, le jour de la crémation de Manouche, prostituée fameuse. Celle-ci a légué sa demeure à Carl.
Joey et Carl passent de fête en restaurant, de femme en femme. Arrive Colette, adolescente délurée qui dit être la petite-fille de Manouche. Le trio sillonne Paris et la Normandie sur les traces de Marcel Proust, dont les deux hommes sont passionnés.

## Fiche technique
- Titre original : Jours tranquilles à Clichy
- Réalisation : Claude Chabrol
- Assistant réalisateur : Alain Wermus
- Scénario : Claude Chabrol, Ugo Leonzio, d'après le roman éponyme d'Henry Miller
- Décors : Marco Dentici
- Costumes : Ezio Altieri
- Photographie : Jean Rabier
- Son : Maurice Gilbert, Stanislav Litera, Edward Parente
- Musique : Matthieu Chabrol, Luigi Ceccarelli, Jean-Michel Bernard
- Montage : Monique Fardoulis
- Directeur de production : Jacques Juranville
- Production déléguée : Antonio Passalia
- Production exécutive : Pietro Innocenzi
- Production associée : Juraj Chmel, Gabriel Rossini, Alfonso Sansone
- Société de production : 
  - France : Cofimage 2, Italfrance Films
  - Italie : Cinecittà, AZ Films Production
  - Allemagne de l'Ouest : Direkt Film
- Société de distribution : LCJ Éditions et Productions, Pathé-Europa
- Pays de production :  France,  Italie,  Allemagne de l'Ouest
- Langue originale : français, anglais
- Format : couleur (Eastmancolor) — 35 mm — 1,66:1 - son Mono
- Genre : comédie dramatique
- Durée : 116 minutes
- Date de sortie :
  - France : 9 mai 1990
- Classification :
  - France : Tous publics (visa d'exploitation no 70319 délivré le 2 mai 1990)[1]

## Distribution
- Andrew McCarthy : Henry Miller, alias Joey
- Nigel Havers doublé par Hervé Jolly : Alfred Perlès, alias Carl
- Barbara De Rossi : Nys
- Stéphanie Cotta : Colette Ducarouge
- Isolde Barth : Ania Regentag
- Eva Grimaldi : Yvonne
- Anna Galiena : Édith
- Giuditta Del Vecchio : Yoko
- Stéphane Audran : Adrienne
- Mario Adorf : Ernest Regentag
- Monica Zanchi une danseuse (non créditée)
- Wolfgang Reichmann : Sebastian
- Jacques Brunet : le père de Colette
- Béatrice Kruger : la mère de Colette
- Henri Attal : l'homme au canotier
- Dominique Zardi : Gustave, le vieil amant de Nys
- Thomas Chabrol : un invité à la fête chez Regentag
- Matthieu Chabrol : le pianiste chez Regentag
- Pierre Gérald : un invité chez Regentag
- Jean-Marie Arnoux

## Tournage

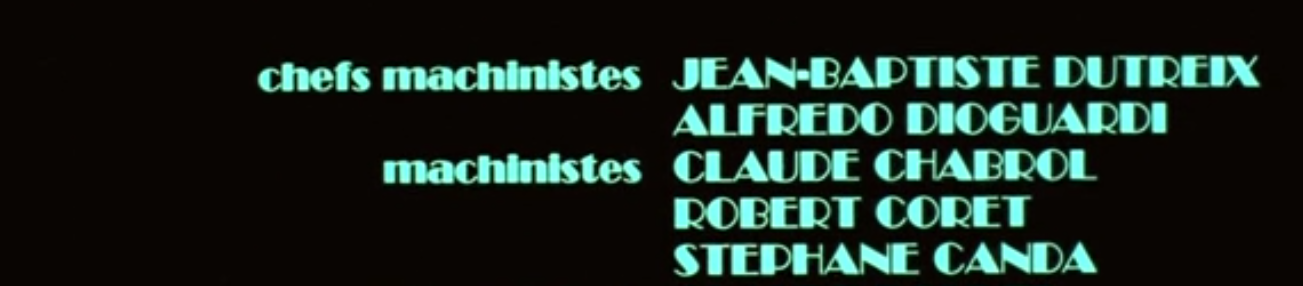
Capture d'image du générique de fin

- Le nom du réalisateur apparaît parmi ceux des machinistes au générique de fin. 
- Claude Chabrol déclara que les vautours du début du film représentaient les coproducteurs italiens qui lui refusaient le budget nécessaire et l'obligèrent à utiliser des rues de Paris reconstituées sans trottoir.